# Арыкан, Джейлан
Джейлан Абдуррахман Арыкан (тур. Ceylan Arıkan; 25 мая 1971, Шаркышла, Сивас, Турция) — нидерландский и турецкий футболист, полузащитник, футбольный тренер.

## Биография

### Клубная карьера
Воспитанник футбольной школы «Фейеноорда» (Роттердам). В 18-летнем возрасте был приглашён в «Галатасарай», но играл только за его молодёжную команду и за клубы низших дивизионов на правах аренды. В 1993 году перешёл в «Коджаэлиспор», но дальнейшему развитию карьеры помешала травма.
В 1994 году вернулся в Нидерланды, где восстанавливался от травмы и играл за второй состав клуба «НАК Бреда». За основной состав клуба сыграл 3 матча и забил 2 гола в высшем дивизионе Нидерландов. Дебютный матч сыграл 28 мая 1995 года в последнем туре сезона против ПСВ (4:2) и в этом же матче забил свой первый гол. В сезоне 1996/97 играл во втором дивизионе за «Дордрехт», после чего завершил профессиональную карьеру.

### Карьера тренера
С 1998 года проходил обучение на тренера, параллельно работал с детскими командами «Спарты» (Роттердам) и играл за любительский состав клуба. В 2002—2003 годах был ассистентом тренера молодёжной сборной Катара голландца Руда Доктера. Затем несколько лет работал с молодёжными командами в странах Персидского залива и снова в Роттердаме.
В январе 2009 года назначен главным тренером киргизского клуба «Абдыш-Ата» (Кант). Приводил команду к серебряным (2009) и бронзовым (2010) медалям чемпионата Кыргызстана и к победе в Кубке Кыргызстана (2009).
В 2010-е годы снова работал в ОАЭ.

## Достижения
- Чемпион Кыргызстана (1): 2022.
- Обладатель Кубка Кыргызстана (1): 2009.
- Серебряный призёр Чемпионата Кыргызстана (1): 2009.
- Бронзовый призёр Чемпионата Кыргызстана (1): 2010.